# Yoshifumi Tajima
Yoshifumi Tajima (4 de agosto de 1918 – 10 de septiembre de 2009) fue un actor japonés nacido en Kobe, Japón. 

## Carrera
Apareció en múltiples películas japonesas de kaijū, es más conocido por su papel de Kumayama en Mothra vs. Godzilla.

## Filmografía
- Zoku Miyamoto Musashi: Ichijōji no Kettō (1955)
- Rodan (1956) como Izeki, reportero de Seibu Nippou
- Bijo to Ekitai-ningen (1958) como el detective Sakata
- Daikaijū Varan (1958) como Capitán Marítimo, Fuerza de Autodefensa
- Densō Ningen (1960) como Takashi
- Gasu ningen dai 1 gō (1960) como sargento
- Mothra (1961) como asesor militar
- Atragon (1963) como Tome 'Amano' Amanoshome
- San Daikaijū: Chikyū Saidai no Kessen (1964) como Capitán de barco
- Mothra vs. Godzilla (1964) como Kumayama
- Dogora (1964) como Gangster Tada[1]
- Kaijū Daisensō (1965) como General
- Frankenstein vs. Baragon (1965) como el comandante submarino Murata
- The War of the Gargantuas (1966) como oficial de policía
- King Kong Escapes (1967) como Jefe
- Kaijū Sōshingeki (1968) como Major Tada
- Gojira-Minira-Gabara: Ōru Kaijū Daishingeki (1969) como detective
- Godzilla (1984) como Ministro del Medio Ambiente Hidaka